# Centaurea foveolata
Centaurea foveolata — вид квіткових рослин айстрових (Asteraceae). Ендемік пн.-сх. Іраку.